# Кошлаков, Георгий Вадимович
Кошлаков Георгий Вадимович (8 февраля 1936 года, Свердловск — 7 июля 2017 года, Душанбе) — советский горный инженер-геофизик, таджикистанский государственный деятель. Кандидат геолого-минералогических наук (1970), член-корреспондент Международной инженерной академии (1994). Заслуженный инженер Таджикской ССР (1986). Лауреат Государственной премии Республики Таджикистан в области науки и техники им. Абу Али ибн Сино (1977). Почётный геолог СССР (1986). Отличник образования Республики Таджикистан (2006).

## Биография
- 1958 — Окончил Среднеазиатский политехнический институт и в 1976 году Институт управления народным хозяйством при Совете Министров СССР .
- 1958—1966 — Инженер-оператор, старший геофизик, начальник партии Управления геологии Таджикской ССР,
- 1966—1974 — главный инженер Южной Геофизической экспедиции, Управления геологии Таджикской ССР,
- 1974—1978 — начальник Управления геологии Таджикской ССР,
- 1978—1991 — заместитель Председателя, первый зам. Председателя Совета Министров Таджикской ССР,
- 1989—1991 — народный депутат СССР от Рушанского национально-территориального избирательного округа № 715 Горно-Бадахшанской автономной области[4].
- 1991 — министр по делам промышленности и сырьевым ресурсам Таджикской ССР,
- 1991—1992 — председатель Госкомитета по экономике и прогнозированию Республики Таджикистан ,
- 1992—1993 — директор по промышленности АО «Экотад», Республики Таджикистан,
- 1993—1996 — старший советник Премьер-министра и Президента Республики Таджикистан по народному хозяйству,
- 1996—2001 — зав. отделом Развития горных территорий СОПС АН Республики Таджикистан,
- 2001—2011 — заведующий кафедрой экономики и менеджмента Российско-Таджикского (славянского) университета.[5]
- С 2011 года — профессор кафедры Российско-Таджикского (славянского) университета.[6]

Депутат Верховного Совета Таджикской ССР 9-11 созывов.

## Научная и творческая деятельность
Автор более 76 научных и научно-методических работ по проблемам поисков и разведки полезных ископаемых, изучения глубинного строения земной коры, сейсмического районирования и установления предвестников землетрясений, организации управления и исследования оргсистем, макроэкономики, маркетинга, управления оргизменениями. Кошлаков Г. В. с 2011 года являлся действительным членом Международной инженерной академии (МИА, Москва)..

### Основные публикации
- Некоторые аспекты экономических взаимоотношений Российской Федерации и Республики Таджикистан. — Душанбе, 2002;
- Направления системных углубленных реформ экономики Республики Таджикистан. — Душанбе, 2005;
- Экономические интересы России в Таджикистане: риски и возможности (в соавт.). — Душанбе, 2009;
- Индустрия туризма — приоритетное направление развития Республики Таджикистан.// Вестник университета РТСУ. — Душанбе, 2010.

## Награды и звания
- Орден «Дусти» (орден Республики Таджикистан).
- Орден Дружбы (28 июля 2015 года, Россия) — за большой вклад в укрепление дружбы и сотрудничества с Российской Федерацией, развитие торгово-экономических связей, сохранение и популяризацию русского языка и культуры за рубежом[2][7].
- Орден Трудового Красного Знамени.
- Орден Дружбы Народов.
- Почётный геолог СССР (1986).
- Заслуженный инженер Таджикской ССР (1986).
- Лауреат Государственной премии Республики Таджикистан в области науки и техники им. Абу Али ибн Сино (1977).
- Отличник образования Республики Таджикистан (2006).